# Universitat Laboral de Còrdova
La Universitat Laboral de Còrdova va ser inaugurada el 5 de novembre de 1956 amb el nom de Onésimo Redondo, a Còrdova, Espanya. Situada en el "km 395" de l'antiga carretera de Madrid, ocupava més de 20 ha de terreny.

## Història
La Universitat Laboral de Còrdova constava de 6 col·legis, en respectius edificis simètrics, amb noms de personalitats cordoveses, denominats: Sant Rafael, Luis de Góngora, Juan de Mena, Gran Capitan, Sant Álvaro iAlbert el Gran; tallers per a la formació professional, aularis teòriques, menjadors, centre logístic amb fleca, bugaderia, manteniment; instal·lacions esportives, pista d'atletisme, piscines, gimnasos, apartaments per al professorat.
Entre els edificis a la Universitat Laboral, destacaven el Paranimf, dedicat a despatxos i la secretaria del Centre, així com l'església.
En 1979 es transforma en Centre d'Estudis Integrats -CEI-, per més tard transformar-se en dos centres d'ensenyament secundari: I.I.S. Gran Capità, i I.I.S. Alhaken II.